# Luiz Geraldo Vieira
Luiz Geraldo Vieira da Silva (11 de setembro de 1935 — 30 de setembro de 2019) foi um publicitário apresentador da televisão pernambucana.

## Carreira
Iniciou, com 16 anos, a carreira de comunicador na Rádio Jornal do Commercio.
Luiz Geraldo foi a primeira pessoa a aparecer na televisão pernambucana, em sua criação em 1960.
Criou e apresentou o programa Noite de Black Tie, nas noites dos sábados, de 1960 a 1968.
Fundou, com o também publicitário Fernando Ramos, a empresa de publicidade Aliança Comunicação.